# چتم (ماساچوست)
چتم(به انگلیسی: Chatham) شهرکی در شهرستان بارنستبل ایالت ماساچوست می‌باشد که در سال ۱۷۱۲ بنیان‌گذاری شده‌است. این شهرک در سرشماری سال ۲۰۱۰ میلادی، ۶٬۱۲۵ نفر جمعیت داشته‌است.

## نگارخانه

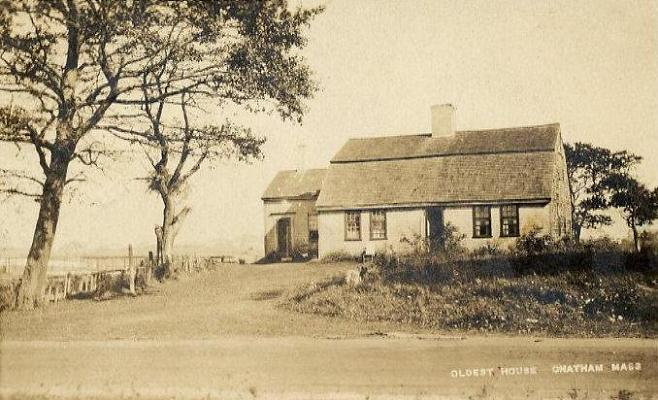
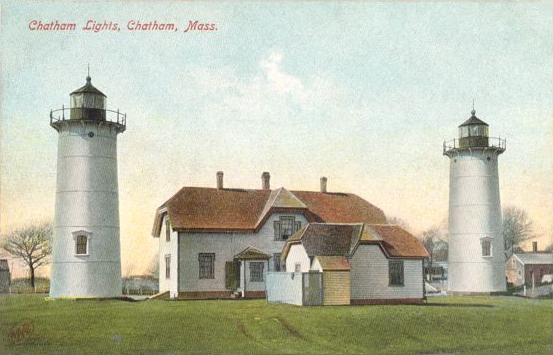
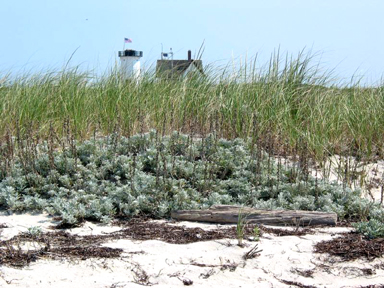
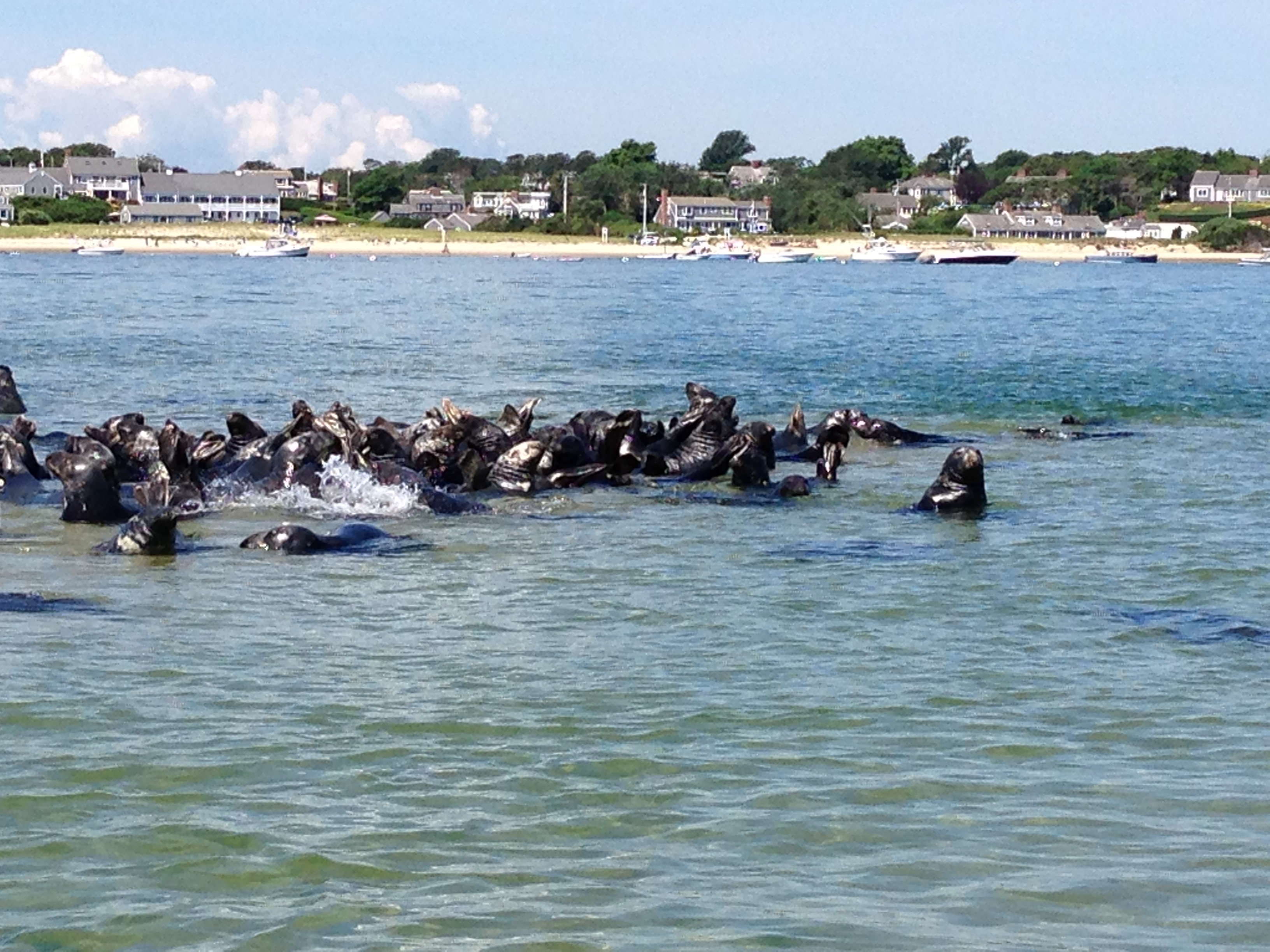
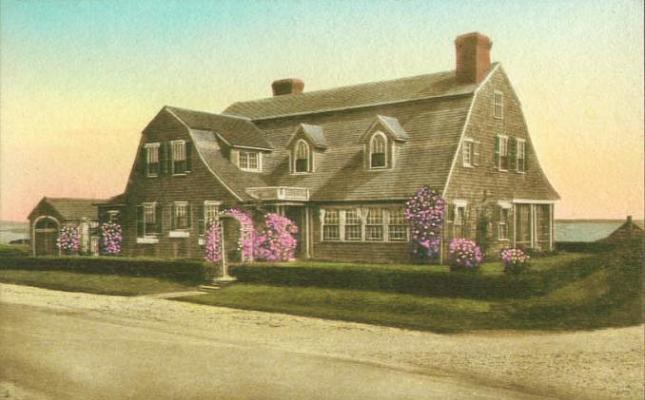
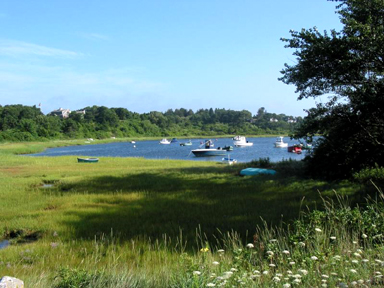
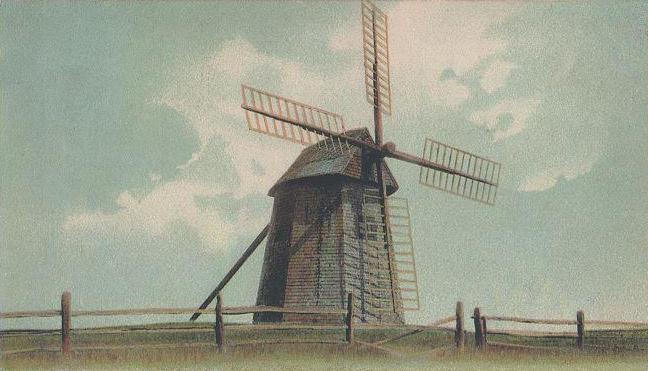